# Handsome Furs
Die Handsome Furs waren ein kanadisches Indierock-Duo aus Montreal.

## Geschichte
Handsome Furs entstand, als sich Spencer Krug und Dan Boeckner – die beiden Songschreiber und Sänger von Wolf Parade – anderen Projekten zuwandten, um ihre eigenen musikalischen Ideen besser umsetzen zu können. Spencer Krug gründete die Band Sunset Rubdown und Dan Boeckner mit Ehefrau und Schriftstellerin Alexei Perry das Duo Handsome Furs. Boeckner spielte meist Gitarre und sang, während Perry Keyboard und Drumcomputer bediente. Die Idee, eine eigene Band zu gründen, kam Boeckner erstmals im Winter 2005, als er in Vancouver zusammen mit Perry musikalisch experimentierte. Dann erhielten die beiden 2006 das Angebot, durch Skandinavien zu touren. Schnell schrieben sie eigene Songs, probten diese zusammen mit Coverversionen und gingen auf Tour, ohne ihr Songmaterial aber veröffentlicht zu haben. Das Duo spielte anschließend auch als Vorgruppe für Arcade Fire, David Cross und Modest Mouse. Ende 2006 unterschrieben die beiden bei Sub Pop und nahmen im Dezember ihr Debütalbum Plague Park auf. Im Frühjahr 2007 erschien das Album in den USA und in Europa. Ende 2007 konnte das Duo auf US-Tour gehen, nachdem ihnen monatelang die Einreise in die Staaten untersagt worden war. 2009 brachten die Handsome Furs mit Face Control ihren zweiten Longplayer heraus. 2011 folgte Sound Kapital. Am 17. Mai 2012 gab die Band auf ihrer Homepage die Auflösung der Handsome Furs bekannt.

## Trivia
- Handsome Furs (dt. hübsche Pelze) ist der Titel einer Kurzgeschichte, die Alexei Perry kurz vor der Bandgründung verfasst hatte.
- Plague Park (dt. Pestpark, finnisch Ruttopuisto) ist der Name eines Parks in Helsinki, auf dessen Gelände die mehreren Tausend Toten der Pestepidemie von 1710 bestattet worden sind. Heute dient dieser Ort als Vergnügungspark. Das Duo war auf ihrer Skandinavien-Tour auf die Geschichte des Parks aufmerksam geworden und benannte später so ihr Debütalbum.

## Diskografie

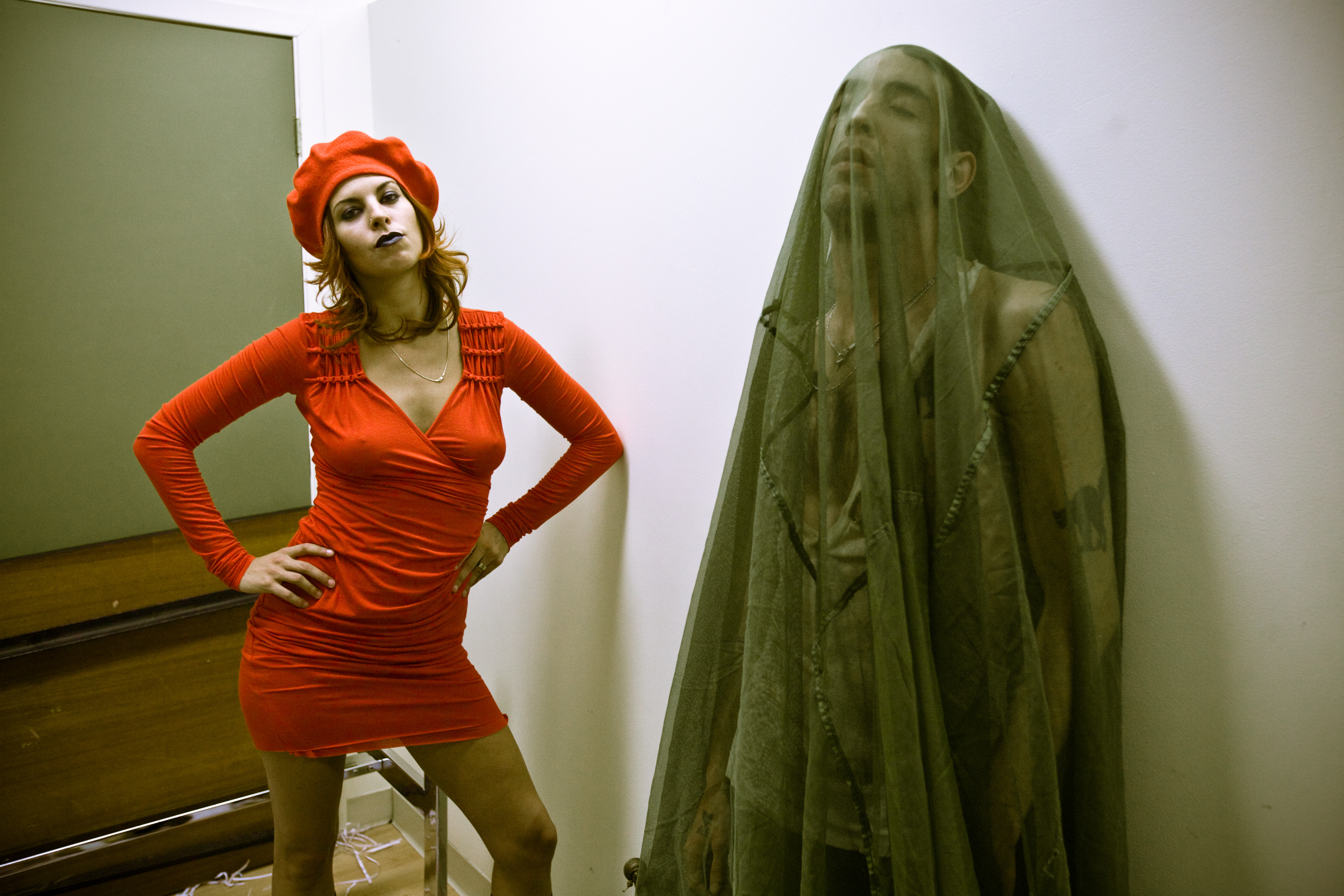
Handsome Furs 2011

### Alben
- 2007: Plague Park (Sub Pop)
- 2009: Face Control (Sub Pop)
- 2011: Sound Kapital (Sub Pop)

### Singles und EPs
- 2007: Dumb Animals (Sub Pop)
- 2007: Can't Get Started (Sub Pop)
- 2009: I'm Confused (Sub Pop)
- 2009: All We Want, Baby, Is Everything (Sub Pop)
- 2009: Live at Neumo's - Seattle 4.19.08 (Sub Pop)
- 2011: What About Us (Sub Pop)